# BLUES IN THE NIGHT (日本のミュージカル)
『BLUES IN THE NIGHT』（ブルースインザナイト）は、ブロードウェイミュージカル "Blues in the night (英語版のページ)" を日本人キャストにより上演した2011年秋の日本のミュージカルである。

## 概要
ミュージカル "Blues in the night" は1983年にブロードウェイで初演され、トニー賞ベストミュージカルにノミネートされた。また1987年にはロンドンで再演され、ローレンス・オリビエ賞にノミネートされた。
2011年に日本で上演される同ミュージカルでは、様々なミュージックシーンから多彩なキャストが集結し「ブルース」の情熱的な世界が演出された。

## キャスト
- LADY (旅のレディ) ：森公美子
- WOMAN (上流の女) ：湖月わたる
- GIRL (若い娘) ：片山陽加 (AKB48)  / 佐藤亜美菜 (AKB48) ※Wキャスト
- MAN (サロンの男) ：ジェロ

## スタッフ
- 演出: 吉川徹
- 音楽監督: 山口琇也
- 翻訳・訳詞/作詞: 竜真知子
- 美術: 松井るみ
- 衣装: 宇野善子
- 照明: 三上良一
- 音響: 小幡亨
- メイクアップデザイン: 馮啓孝
- 演出助手: 玉置千砂子
- 舞台監督: 山本圭太/藤本典江
- 制作協力: 椎名浩子
- 宣伝美術: 東學
- 宣伝写真: 須佐一心

## 公演日程
東京公演 （天王洲 銀河劇場）
- 2011年9月30日（金） - 10月9日（日）： 全14回

札幌公演 （札幌市教育文化会館）
- 2011年10月13日（木）： 全2回

函館公演 （七飯町文化センター）
- 2011年10月15日（土）： 全1回

大阪公演 （新歌舞伎座）
- 2011年10月19日（水） - 10月20日（木）： 全2回

名古屋公演 （御園座）
- 2011年10月30日（日）： 全2回